# Iola, Illinois
Iola är en ort i Clay County i delstaten Illinois, USA.